# Équipe des Tonga de rugby à XIII
L'équipe des Tonga de rugby à XIII, surnommée "Mate Ma'a", est l'équipe qui représente les îles Tonga dans les principales compétitions internationales de rugby à XIII. Elle fait partie des meilleures sélections au monde comme le prouve son  classement des équipes nationales de rugby à XIII, avec son quatrième rang qu'elle occupe régulièrement.
Elle est l'une des rares nations à avoir battu l'Australie, lors d'une victoire le 2 novembre 2019.

## Histoire
Sport populaire dans les Tonga, le rugby à XIII y a pourtant été introduit récemment dans les années 1980 et les débuts de l'équipe nationale en 1988. C'est l'une des nations qui a le plus progressé dans ce sport ces dernières années avec pour point d'orgue une demi-finale de la Coupe du monde 2017. Elle participe également à la coupe Pacifique où à deux reprises elle s'impose (1994 et 2006).
Éliminés du premier tour de la Coupe du monde 2013, les Tonga sont dans l'obligation de disputer un match qualificatif contre les Îles Cook le 17 octobre 2015, ils s'imposent 28-8 grâce notamment aux seize points inscrits par Solomone Kata.
En 2017, les Tonga annoncent les transfuges de Jason Taumalolo (né en Nouvelle-Zélande) et d'Andrew Fifita (né en Australie) accompagnés d'autres joueurs natifs de nations voisines mais d'origine tongienne leur permettant de prétendre à la sélection des Tonga. Cette annonce présente les Tonga comme un véritable outsider avant la compétition. Cela est confirmé par une victoire contre l'Écosse 50-4 puis contre les Samoa 32-18. Le choc attendu de ce groupe contre la Nouvelle-Zélande tient ses promesses et voit une victoire historique des Tonga 28-22. Les Tonga se qualifie pour la première fois de son histoire pour les quarts de finale en terminant premier de leur groupe.
L'année suivante, le Tonga dispute son premier test-match face à l'Australie le 21 octobre 2018, à Auckland en Nouvelle-Zélande. Devant plus de 26 000 spectateurs, les joueurs du Pacifique perdent sur le score honorable de 16 à 34(10-30); l'hebdomadaire Rugby Leaguer & League Express désigne Sio Siua Taukeiaho comme meilleur joueur tongien du match.
Fin septembre 2019, un conflit éclate entre la fédération nationale et la fédération internationale : ceci a pour conséquence directe que l'équipe est représentée par une équipe officieuse : « Tonga Invitational ». Cette dernière disputant en octobre de la même année, la coupe du monde de rugby à 9.

## Palmarès
- Coupe Pacifique (2):
  - Vainqueur : 1994 et 2006.
  - Finaliste : 1992 et 2004.

## Joueurs et personnalités emblématiques
Les joueurs tongiens, qu'ils jouent pour leur équipe nationale, ou pour des équipes comme la Nouvelle-Zélande, se distinguent régulièrement sur les terrains de l'élite internationale. En 2018, le magazine anglais Rugby League World rend hommage à trois d'entre eux, en les faisant rentrer dans un classement des talents étrangers (hors Angleterre, Nouvelle-Zélande, et Australie) : Ukuma Ta'ai (Nuku'Alofa) prend la 6e place de ce classement, Solomone Kata (Neiafu) la 4e, et Agnatius Paasi (Lapaha) la  2e.

## Parcours en Coupe du monde
| Année | Position    |         | Année       | Position |                 | Année | Position |
| 1954  | Non invitée | 1975    | Non invitée | 2008     | Septième        |       |          |
| 1957  | Non invitée | 1977    | Non invitée | 2013     | 1er tour        |       |          |
| 1960  | Non invitée | 1985-88 | Non invitée | 2017     | Demi-finale     |       |          |
| 1968  | Non invitée | 1989-92 | Non invitée | 2021     | Quart-de-finale |       |          |
| 1970  | Non invitée | 1995    | 1er tour    | 2025     | Qualifié        |       |          |
| 1972  | Non invitée | 2000    | 1er tour    |          |                 |       |          |

### Effectif actuel de l'équipe des Tonga

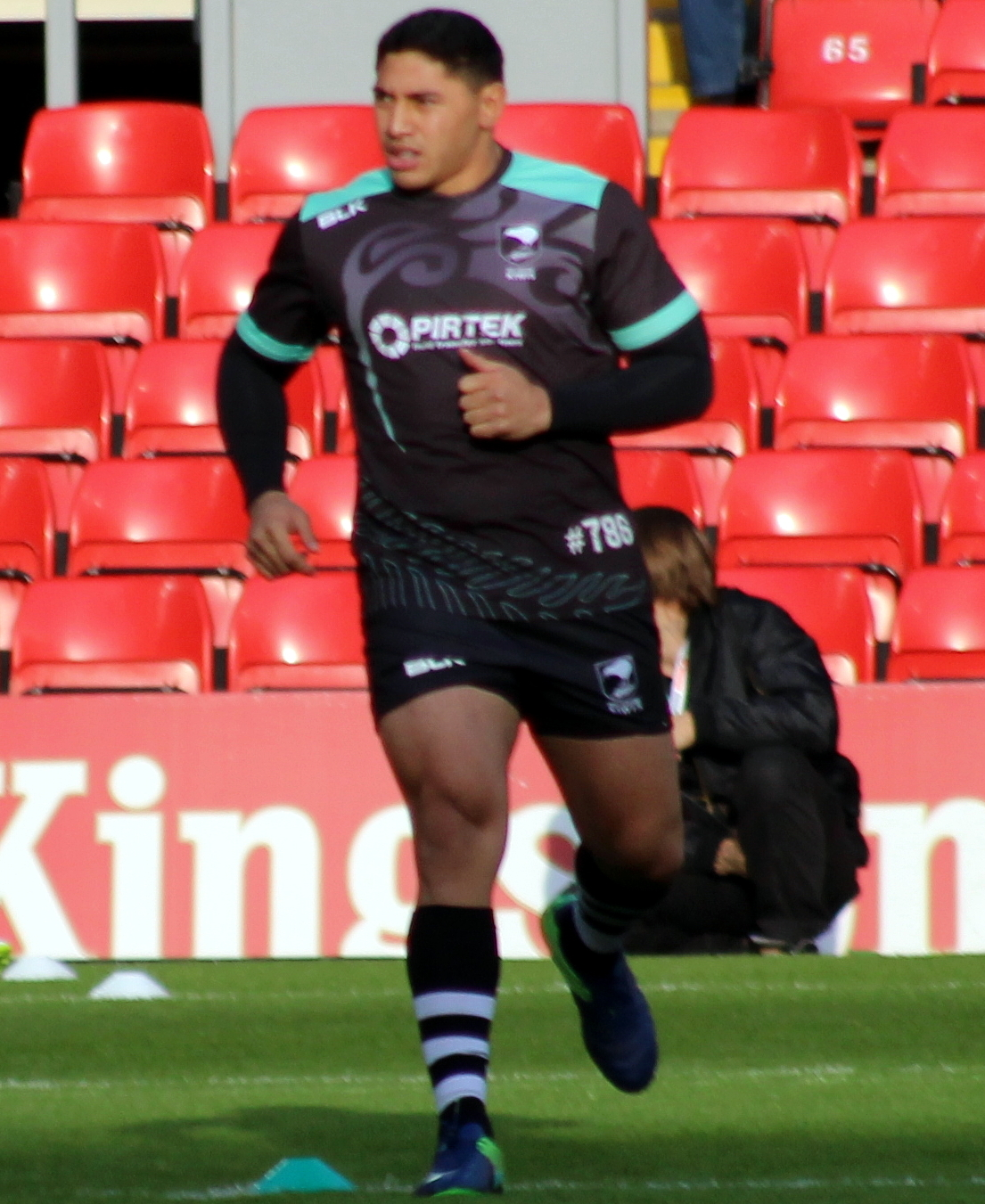
Jason Taumalolo, star de l'équipe des Tonga à la Coupe du monde 2017.

Les joueurs présents ci-dessous sont les vingt-et-un joueurs sélectionnés pour le Championnat du Pacifique 2024.